# Tony Leung Chiu-Wai
Tony Leung Chiu-wai (em chinês tradicional: 梁朝偉; Hong Kong, 27 de junho de 1962) é um ator e cantor chinês.
Ele foi o vencedor do prêmio de melhor ator do Festival de Cannes por seu papel em Amor à Flor da Pele. Além desse, atuou em outros seis filmes de Wong Kar-Wai, incluindo Felizes Juntos e 2046. Também já recebeu sete galardões do Prêmio Cinematográfico de Hong Kong e outros três do Cavalo de Ouro de Taiwan.

## Filmografia
- Bala na Cabeça (1990)
- Dias Selvagens (1990)
- Cinzas do Passado (1994)
- Amores Expressos (1994)
- Felizes Juntos (1997)
- O Grande Desafio (1999)
- Amor à Flor da Pele (2000)
- Herói (2002)
- Os Infiltrados (2003)
- 2046 (2004)
- A Perseguição (2005)
- Desejo e Perigo (2007)
- The Great Magician (2011)
- A Batalha dos 3 Reinos (2008)
- O Grande Mestre (2013)
- Shang-Chi e a Lenda dos Dez Anéis (2021)[carece de fontes?]